# Estonie au Concours Eurovision de la chanson 2025
 (février 2025).
Motif : Cf. Discussion:France au Concours Eurovision de la chanson 2025/Admissibilité
- Archive Wikiwix
- Bing
- Cairn
- DuckDuckGo
- E. Universalis
- Gallica
- Google
- G. Books
- G. News
- G. Scholar
- Persée
- Qwant
- (zh) Baidu
- (ru) Yandex
- (wd) trouver des œuvres sur Wikidata

| 1. | Préciser le motif de la pose du bandeau. | Précisez le motif de la pose du bandeau en utilisant la syntaxe suivante : {{admissibilité à vérifier\|date=mai 2025\|motif=remplacez ce texte par le motif}}                                                          |
| 2. | Informer les utilisateurs concernés.     | Pensez à avertir le créateur de l'article, par exemple, en insérant le code ci-dessous sur sa page de discussion : {{subst:avertissement admissibilité à vérifier\|Estonie au Concours Eurovision de la chanson 2025}} |

L'Estonie est l'un des trente-sept pays participants du Concours Eurovision de la chanson 2025, qui se tient du 13 au 17 mai 2025 à Bâle en Suisse.

## Sélection
C'est le 16 septembre 2024 que l'Estonie confirme sa participation à l'édition 2025 du Concours, et que pour la dix-septième fois, l'Eesti Laul allait servir à sélectionner le représentant du pays ainsi que sa chanson.

### Format
Pour la première fois depuis 2010, la présélection consistera en une seule soirée, présentée par Ines et Karl Kivastik, tous deux anciens participants à l'Eurovision, Ines en 2000 et Karl Kivastik en 2024, en tant que Korea du groupe 5miinust.

Seize chansons y participeront; les résultats seront déterminés en deux tours: un jury et le public choisiront ensemble les trois chansons qui se qualifieront au second tour, où le public les départagera seul,.

### Participants
La fenêtre d'appel à candidatures est ouverte du 16 septembre au 21 octobre 2024 à 11:00. Il était requis qu'au moins un des auteurs ou compositeurs des chansons soit de nationalité estonienne. Les frais de participation s'élèvent à 50€ pour une chanson en estonien et 100€ pour une chanson dans une autre langue. Ces frais doublent lors des deux derniers jours de cette fenêtre.
Les 175 chansons reçues sont départagées par un jury de 35 professionnels de l'industrie musicale estonienne, qui en sélectionnent 15 pour rejoindre directement la finale, puis 20 autres qui seront soumises au vote du public pour la seizième et dernière place en finale,.

#### Chansons qualifiées d'office
La liste des quinze premiers participants est révélée par ERR le 6 décembre 2024.
| Artiste                     | Titre                          | Langue           | Auteur(s) |
| --------------------------- | ------------------------------ | ---------------- | --- |
| An-Marlen                   | Külm                           | Estonien         | Frederik Mustonen, Ingel Marlen Mikk, Maria Vainumägi                                                         |
| Andrei Zevakin feat. Karita | Ma ei tea sind                 | Estonien         | Andrei Zevakin, Liina Ariadne Pedanik, Martti Hallik                                                          |
| Anna Sahlene                | Love Me Low                    | Anglais          | David Lindgren Zacharias, Bobby Ljunggren, Michaela Stridbeck, Anna Sahlin, Dagmar Oja, Kaire Vilgats         |
| Ant                         | Tomorrow Never Comes           | Anglais          | Ant Nurhan, Kim Wennerström, Merili Käsper                                                                    |
| Elysa                       | The Last to Know               | Anglais          | Simon Peyron, Angelino Markenhorn, Julie Aagaard, Elisa Kolk                                                  |
| Felin                       | Solo Anthem                    | Anglais          | Paul Rey, Gevin Niglas, Johanna Ekholm, Elin Blom Etoall                                                      |
| Frants Tikerpuu             | Trouble                        | Anglais          | Frants Tikerpuu                                                                                               |
| Gem98                       | Psycho                         | Anglais          | Richard Sepajõe, Gevin Niglas, Karl Birnbaum, Frederik Küüts                                                  |
| Janek                       | Frozen                         | Anglais          | Janek Valgepea, Kjetil Mørland                                                                                |
| Johanna Elise               | Eyes Don't Lie                 | Anglais          | Timo Vendt, Johanna-Elise Kabe                                                                                |
| Minimal Wind                | Armageddon                     | Anglais          | Elisabeth Tiffany Lepik, Taavi-Hans Kõlar, Paula Pajusaar, Velle Tamme, Robin Kiisholts, Katri Merily Reimand |
| Räpina Jack & Kaisa Ling    | Tule                           | Estonien         | Kill Kaare, Kaisa Ling                                                                                        |
| Stereo Terror               | Prty Till the End of the World | Anglais          | Lauri Hämäläinen, Heigo Anto                                                                                  |
| Tommy Cash                  | Espresso Macchiato             | Italien, anglais | Thomas Tammemets, Johannes Naukkarinen                                                                        |
| Tuuli Rand                  | REM                            | Estonien         | Tuuli Rand, Cecilia Martina Mägi, Sander Sadam                                                                |

#### Repêchage
Les 20 chansons admises au repêchage sont révélées le 16 décembre 2024. Le vote en ligne est ouvert du 28 décembre 2024 au 8 janvier 2025.
| Artiste                 | Titre                     | Langue             | Auteur(s)                                                                 |
| ----------------------- | ------------------------- | ------------------ | ------------------------------------------------------------------------- |
| AG & Laura Põldvere     | Pimepäev                  | Estonien           | Silver Orissaar                                                           |
| Antsud Metal Project    | Ei enam                   | Estonien           | Aile Alveus, Emmanouil Tselepis                                           |
| Bel-Etage Swingorkester | Mind kõikjal näed         | Estonien           | Mart Sander                                                               |
| Carol Suurevälja        | Purpose                   | Anglais            | Carol Suurevälja, Claus Pener                                             |
| Cecilia                 | Rollercoaster             | Anglais            | Cecilia-Martina Mägi, Sander Sadam                                        |
| Ela                     | Südamés                   | Estonien           | Triin Kadaja                                                              |
| Elina Martinson         | Sinitihane                | Estonien           | Tuuli Pruul                                                               |
| Everfall                | Stories We Hold           | Anglais            | Claus Pener, Martin Vist                                                  |
| Felix Enghult           | More than Innocent        | Anglais            | Felix Enghult, Mattias Athlei, Stig Rästa, Teven Aavik                    |
| Gerli Padar             | Võõraks jääd              | Estonien           | Peter Põder, Allan Kasuk, Stella Seim, Gerli Padar                        |
| Horror Dance Squad      | The Rebel Reborn          | Anglais            | Henri Kuusk, Ian Robert Karell, Indrek Ulp, Karl Mesipuu, Mikk Peetrimägi |
| Kozy                    | Jääb nii (tahan, et tead) | Estonien           | Erkki Reeman, Kaarel Kose                                                 |
| Marianne Leibur         | Pluto and Mars            | Anglais            | Ann Mäekivi, Robert Rebane                                                |
| Marta Lotta             | Tantsin veel              | Estonien, français | Johannes Pihlak, Marta Lotta Kukk, Taavi-Peeter Liiv                      |
| Merwis                  | Aknal langevaid pisaraid  | Estonien           | Peter Põder, Timo Põder                                                   |
| Mick Pedaja             | Sound of Pines            | Anglais            | Mick Pedaja                                                               |
| Sarah Murray            | High on Myself New        | Anglais            | Liis Hainla, Sander Sadam, Sarah Murray                                   |
| Silver Jusilo           | Turn Back Time            | Anglais            | Markus Palo, Silver Jusilo                                                |
| Sten-Olle               | Noorex                    | Estonien           | Sten-Olle Moldau                                                          |
| Synne Valtri            | Butterflies & Bees        | Anglais            | Johannes Lõhmus, Synne Valtri                                             |

Le repêchage est remporté par Marta Lotta avec sa chanson Tantsin veel, qui rejoint les quinze autres finalistes.

### Finale
La finale est diffusée le samedi 15 février 2025.
- Chanson qualifiée pour le second tour
- Dernière place

| Ordre | Artiste                     | Titre                          | Jury (50%) | Jury (50%) | Télévote (50%) | Télévote (50%) | Total | Place |
| Ordre | Artiste                     | Titre                          | Votes      | Points     | Votes          | Points         | Total | Place |
| ----- | --------------------------- | ------------------------------ | ---------- | ---------- | -------------- | -------------- | ----- | ----- |
| 1     | Ant                         | Tomorrow Never Comes           | 32         | 11         | 2 887          | 14             | 25    | 5     |
| 2     | Stereo Terror               | Prty Till the End of the World | 17         | 6          | 257            | 2              | 8     | 15    |
| 3     | Janek                       | Frozen                         | 58         | 14         | 1 393          | 12             | 26    | 4     |
| 4     | Räpina Jack & Kaisa Ling    | Tule                           | 6          | 2          | 576            | 7              | 9     | 13    |
| 5     | Johanna Elise               | Eyes Don't Lie                 | 16         | 5          | 455            | 5              | 10    | 12    |
| 6     | Felin                       | Solo Anthem                    | 34         | 12         | 626            | 9              | 21    | 6     |
| 7     | Elysa                       | The Last to Know               | 25         | 9          | 600            | 8              | 17    | 8     |
| 8     | gem98                       | Psycho                         | 28         | 10         | 356            | 3              | 13    | 11    |
| 9     | An-Marlen                   | Külm                           | 68         | 15         | 1 811          | 13             | 28    | 3     |
| 10    | Frants Tikerpuu             | Trouble                        | 20         | 7          | 1 389          | 11             | 18    | 7     |
| 11    | Anna Sahlene                | Love Me Low                    | 15         | 4          | 365            | 4              | 8     | 14    |
| 12    | Tuuli Rand                  | REM                            | 3          | 1          | 223            | 1              | 2     | 16    |
| 13    | Minimal Wind                | Armageddon                     | 23         | 8          | 462            | 6              | 14    | 9     |
| 14    | Andrei Zevakin feat. Karita | Ma ei tea sind                 | 35         | 13         | 5 233          | 15             | 28    | 2     |
| 15    | Tommy Cash                  | Espresso Macchiato             | 75         | 16         | 23 625         | 16             | 32    | 1     |
| 16    | Marta Lotta                 | Tantsin veel                   | 9          | 3          | 1 132          | 10             | 13    | 10    |

Les trois candidats qualifiées pour le second tour sont donc An-Marlen, Andrei Zevakin feat. Karita et Tommy Cash.
- Première place
- Deuxième place
- Troisième place

| Artiste                     | Titre              | Pourcentage | Place |
| --------------------------- | ------------------ | ----------- | ----- |
| An-Marlen                   | Külm               | 7 %         | 3     |
| Andrei Zevakin feat. Karita | Ma ei tea sind     | 10 %        | 2     |
| Tommy Cash                  | Espresso macchiato | 83 %        | 1     |

C'est donc Tommy Cash qui l'emporte, et représente donc l'Estonie à l'Eurovision avec Espresso macchiato.

## À l'Eurovision
L'Estonie participe à la première partie de la première demi-finale du mardi 13 mai 2025. À l'issue de cette demi-finale, le pays se qualifie pour la finale du 17 mai, finissant 5e sur 15 avec 113 points. Lors de la finale, le pays termine 3e avec 356 points derrière l'Autriche et Israël (avec seulement 1 point derrière ce dernier) et donne à l'Estonie son meilleur résultat depuis 2002